# Ørnefangst
Ørnefangst er indfangningen af ørne på forskellige måder og af individuelle grunde.

## Ørnefangst blandt indfødte amerikanere i Nordamerika
Ørnefangst var en ceremoniel handling for flere indfødte amerikanere i Nordamerika igennem århundreder;:207  Coronados hær så tamme ørne blandt pueblo indianerne i 1541.:561  Formålet med ørnefangsten var at få halefjer til f.eks. fjerprydelser og dekoration af hellige piber:50  samt ørnevinger til vifter. Alt efter reglerne og omstændighederne blev ørnene sluppet fri senere eller dræbt.:213  Fuglefængerne kunne have egne planer for brugen af de vundne fjer, eller de kunne bytte dem til f.eks. andre stammer for heste eller bisonskind.:336 
En udbredt fangstmetode var at tage tillokkede fugle fra camouflerede huller gravet ud på egnede steder langs rovfuglenes velkendte ruter. Indfødte folk nær ørnenes yngleområder tog unger fra reden, om nødvendigt ved at fire sig ned i reb ad stejle klipper.:392  De holdt ungerne i fangenskab til halefjerene var vokset ud og kunne trækkes løs.:105 

## Ørnefangst – udøvet af mange
I hvert fald apacher, arapahoer,:105  arikaraer,:170-171  blackfoots,:236-240  cherokeer, cheyenner,:105  chippewaer,:538  gros ventres, havasupaier, hidatsaer, hopier,:105  mandaner,:206-254  navajoer, nez percés,:105  pawnees,:191  senecaer, siouxer:105  og zunier:139  beskæftigede sig med ørnefangst i en eller anden form.
Mens flere stammers praktiske tilgang til fangst af ørne var ret ens, kunne det mytologiske grundlag og de tilknyttede ceremonier variere.:27 

## Ørnefangst blandt hidatsaerne

### Den mytologiske forankring
Hidatsaerne fangede ørne næsten helt som lært dem af de sorte bjørne øst og nord for Missouri River engang i mytologisk tid. Ifølge myten om de sorte bjørne tiltrak de ørne til deres camouflerede huller ved at stikke en lab frem fra skjulet og bruge den som lokkemad.:129  Når rovfuglene landede, greb bjørnene dem om begge løb (mellemfodsben eller tarser) nede fra hullet. De fortærede fangsten.:177 

### Ørneholdets afgang og indretning ved fangstpladsen
Engang i september drog frivillige fuglefængerhold på ca. otte-ti mænd ud fra hidatsa byerne ved Missouri River i North Dakota anført af en udset leder.:142 
Ørne var hellige fugle,:139  så lederen måtte være en mand med erhvervede fangerrettigheder fra en tidligere leder af ørneekspeditioner. Han ejede et helligt bundt målrettet til fangst af ørne,:57  der bl.a. indeholdt et bisonkranie,:225  et sort bjørneskind:226  og en indtørret fod af en sort bjørn med knoglerne stadig siddende.:145  Det var lederens ansvar, at alt gik rigtigt til under hele ekspeditionen.:157  Han gav mændene vejledning om flere aspekter af ørnefangst, og han gav dem praktiske instruktioner. Han lod mændene vide, hvornår han forventede en erkendtlighed fra dem for at lade dem få gavn af sin ekspertise. En kniv, et stykke klædestof eller noget andet var en acceptabel betaling.:161 
I fællesskab med mandanerne gjorde hidatserne navnlig brug af fangstpladser ved Upper Missouri River, langs store dele af Little Missouri River og tillige den nederste del af Yellowstone River.:212  Ved ankomsten til en kendt fangstplads ved et vandløb byggede holdet en hytte af tætstillede rafter og grene sat op i tipi-form i floddalen.:22  Genstandene i lederens hellige bundt havde foreskrevne pladser i hytten. Det samme var tilfældet for nogle af mændene, der fik ansvaret for særlige opgaver som at se til hyttens bål eller sørge for proviant ved at nedlægge vildt.:149  Alt foregik efter reglerne givet i de bagvedliggende myter og krævede bl.a. brug af røgelse, ceremoniel piberygning, fremsigelse af bønner og afsyngelse af hellige sange.:145  Alle måtte respektere måderne at bevæge sig rundt i hytten på.:144 
Hvis der var familier med på ekspeditionen, holdt de til i en separat tipi-lejr et stykke fra hytten. Kvinderne nærmede sig næsten ikke mændenes domæne undtagen for at stille tilberedt mad foran hytteindgangen.:151 

### Det hellige fuglefængersprog
I hele fangstperioden anvendte deltagerne sig af særlige fuglefænger-fraser, hvor bestemte ord og talemåder fik en ny mening som dikteret af de sorte bjørnes hellige sprog.:174  ”At sove” ændrede f.eks. betydning til ”at dø”, så om aftenen ”strakte mændene sig ud”, når de lagde sig til ro.:178  Bisoner skulle omtales som ”sorte objekter”,:174  mens lederen uanset hans personnavn måtte kaldes Old Male Black Bear.:149 

### Fuglefængernes skjul
Et godt placeret fuglefængerhul lå lidt nedenfor en bakketop eller på en vestvendt afsats på en skrænt op til flere kilometer fra hytten. Et ordentligt udsyn mod vest var nødvendigt, da ørnene kom flyvende med vestenvinden.:213  Hullet kunne enten have været brugt før, eller det kunne netop være blevet udgravet af fuglefængerne med spidse gravestokke tillavet på stedet.:161  Hvert af de personligt valgte skjul skulle være så stort og så dybt, at personen både kunne ligge udstrakt:348  og sidde opret i det uden at have hovedet over jordhøjde.:114 
Under brug af hullet skjulte en fladt anbragt gitterramme af grene med fastbundne græsbundter hele hullet med fuglefængeren. Fra sin plads i bunden kunne han studere himlen over sig gennem den dygtigt konstruerede camouflage og holde udkig efter ørne.:121 

### De eftertragtede fugle
Den mest eftertragtede fangst var en ung kongeørn (Aguila chrysaetos). Fuglefængerne kunne også tage hvidhovede havørne (Haliaetus leucocephalus) af forskellige aldre fra deres skjul.:167 

### På ørnefangst i hullet
Ved vestenvind forlod de aktive fuglefængere hytten på fastende hjerte om morgenen.:165  Lederen og eventuelle hjælpere blev tilbage for at tage imod mænd, der havde haft heldet med sig.
Hver fuglefænger lå klar i sit skjul. Deres foretrukne lokkemad lå på jorden lige udenfor hullet, fastgjort til en træpløk med en snor. Et velsignet:200  og udstoppet skind af en præriehare med lidt påsmurt blod ved snuden var et effektivt lokkemiddel.:125  En skudt ræv, præriehund, and eller andet kød kunne også anvendes.:161 
Når en ørn landede og tog lokkemaden, greb fuglefængeren fuglen om løbene, mens han løftede grenrammen over hullet op med hovedet. For at undgå skader på hænderne og håndleddene måtte fuglens fødder hurtigt krydses over hinanden og bindes sammen og derpå vingerne. Før fuglefængeren begav sig tilbage til hytten med sin levende fangst, havde han plukket fuglens tolv halefjer ud.:186 

### Tilbage i hytten med ørnen
På tilbagevejen skulle fuglefængeren græde og hulke. Alt efter fangstens art græd han helt til hyttens indgang eller holdt inde noget før.:167  Ved lyden af gråd brændte lederen røgelse i hytten, rystede sine rangler og sang hellige sange.:169 
På foreskreven vis blev ørnen båret ind i hytten og kylet ned tæt ved bisonkraniet i hyttens hellige buedel.:170 
Efter flere ceremonielle handlinger kom ørnen udenfor og om bag hytten, hvor den blev løst bundet til en afskærmet siddepind med en snor om det ene løb.:172  Ørnene tog serverede stykker kød i sig efter et par dage i fangenskab.:135 

### Måder at fremme fangstlykken på
For at øge chancen for en god fangst kunne mændene bygge en svedehytte og svedebade i den.:195  Nogle greb til selvtortur. Det skete ved f.eks. at bære brænde hen til hytten med bæresnorene om grenbundterne fastgjort til ryghuden.:182  Den lidende person var forvisset om, at ørnene i respekt for hans pinsler villigt ofrede deres liv som en modydelse og ville lande ved hans camouflerede hul.:147 
Ligeledes steg fuglefængernes forventninger til en god fangst, hvis de inviterede en kvinde med menstruation ind i fangerhytten og udførte en simpel rite.:169 

### Afslutningen
Det var tid til at forlade hytten og vende tilbage til hidatsa byerne med udbytten, når den første is dannede sig i kanterne af vandløbene.:199  Hvis byens majshøst havde slået fejl, og der var godt med vildt omkring ørnefangstpladserne, kunne mændene dog beslutte at tilbringe vinteren der og afvente forårets komme.:57 
Afhængigt af fangstens størrelse fik nogle af rovfuglene bag hytten deres frihed,:213  mens andre blev bragt til ”at sove” ved at strangulere dem med en snor.:204  Mændene bar de aflivede fugle ned til vandløbet og angreb dem, som om de var fjender fra sioux stammen.:205  De talte coup på ørnene, rykkede dun løs og råbte sejrsråb. Med skinkampen ovre skar lederen vingerne af ørnene ved overarmknoglens fæste til kropsskelettet.
Efter et svedebad:209  og med de sidste ceremonier ovre pakkede holdet sammen og begyndte på hjemturen.:211 

### Udbyttet af ekspeditionen
Et hold fuglefængere ved Little Missouri River tog otte eller ni ørne i 1864.:205 
En fjerprydelse kunne fremstilles med halefjerene fra tre ørne.:213  Tolv halefjer af den unge kongeørn blev byttet lige over med en hest. Komplette vinger kom i brug som store vifter.:95 